# St. Remigius (Wassenach)

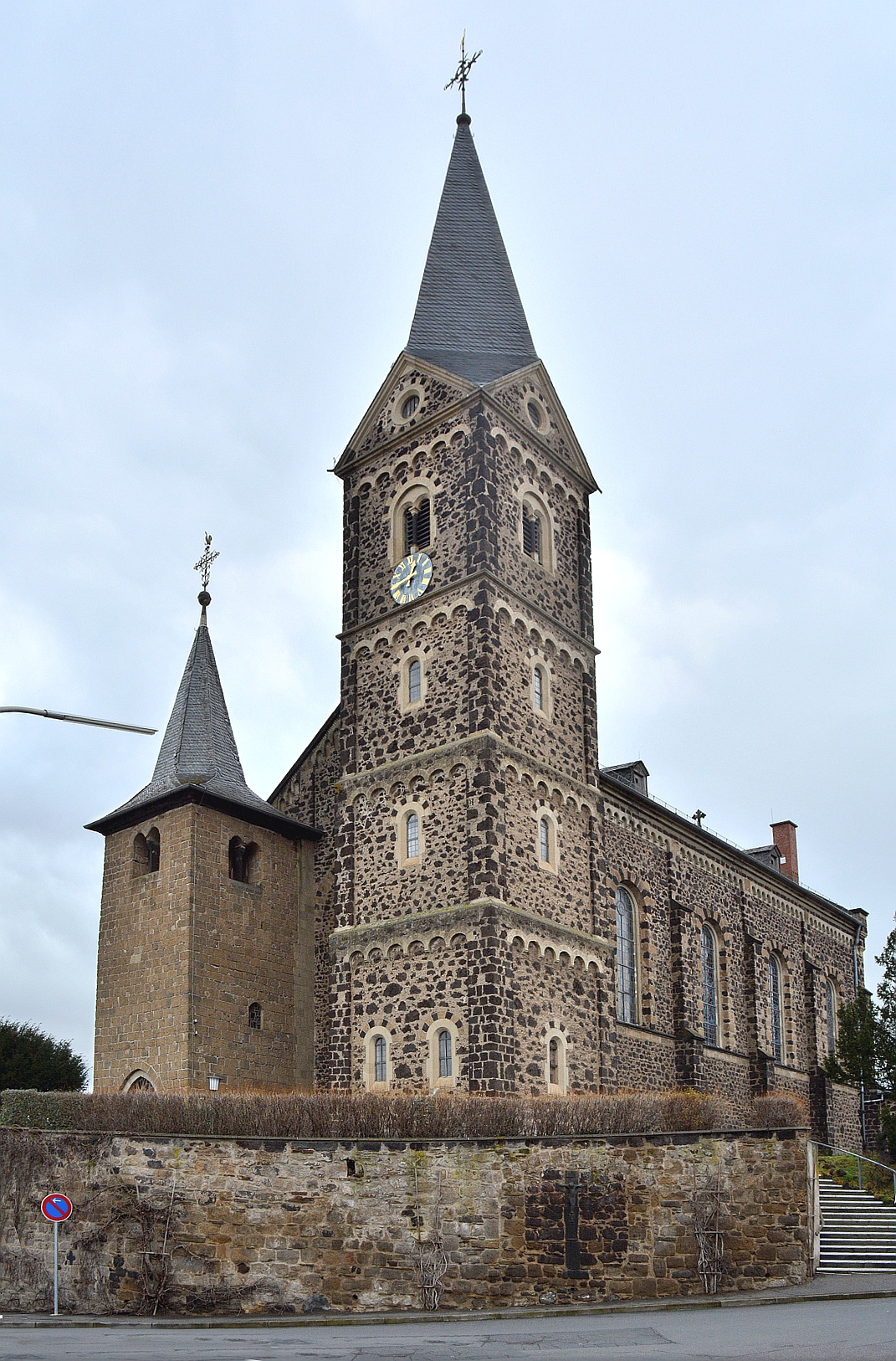
Kirche St. Remigius in Wassenach, mit altem und neuem Turm

Die katholische Kirche St. Remigius in Wassenach, einer Ortsgemeinde im Landkreis Ahrweiler in Rheinland-Pfalz, ist ein 1851/52 errichtetes Kirchengebäude.

## Geschichte
Wassenach gehörte ursprünglich zur Pfarrei in Nickenich und seit 1804 zur Pfarrei in Burgbrohl. Auf Bitten der katholischen Bewohner von Löhndorf richtete Bischof Wilhelm Arnoldi 1844 eine selbständige Pfarrei in Wassenach ein. Danach begann umgehend die Planung einer neuen Kirche.
Eine erste Kapelle in Wassenach wird bereits 1322 erwähnt. Von ihr ist heute noch ein Turm erhalten, der kleinere der beiden Kirchtürme von St. Remigius. Der neue Turm wurde 1898 vollendet.
Die neue Pfarrkirche, nach den Plänen des Koblenzer Architekten Ferdinand Nebel erbaut, wurde 1852 fertiggestellt. Sie ist dem heiligen Remigius geweiht. Ein Relief über dem Portal stellt dar, wie der heilige Remigius, der Patron der Kirche, den bekehrten Frankenkönig Chlodwig I. am Weihnachtsfest 496 tauft. Die dreischiffige Hallenkirche wurde im neuromanischen Stil, dem damaligen Zeitgeschmack entsprechend, errichtet.

## Ausstattung

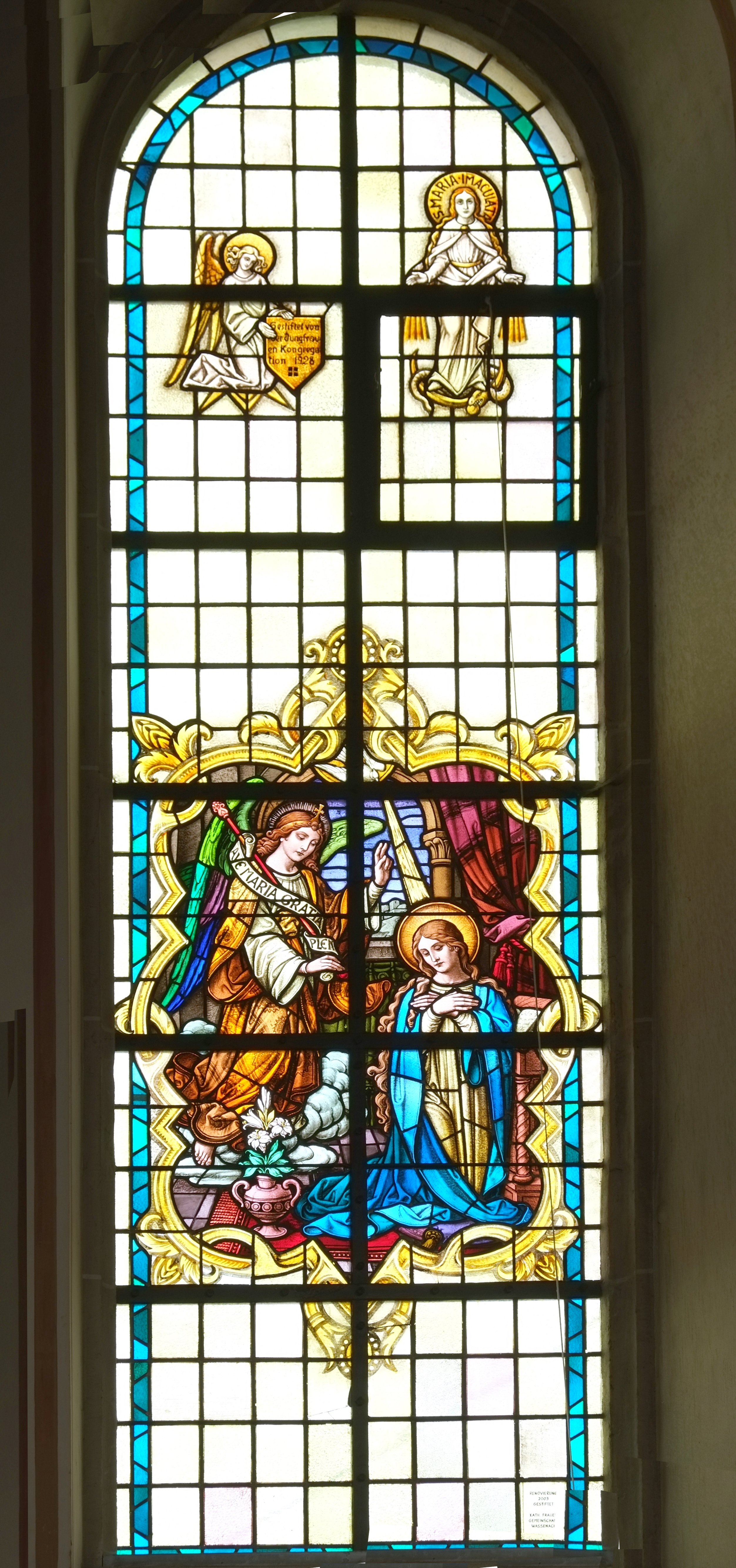
Verkündigung des Herrn
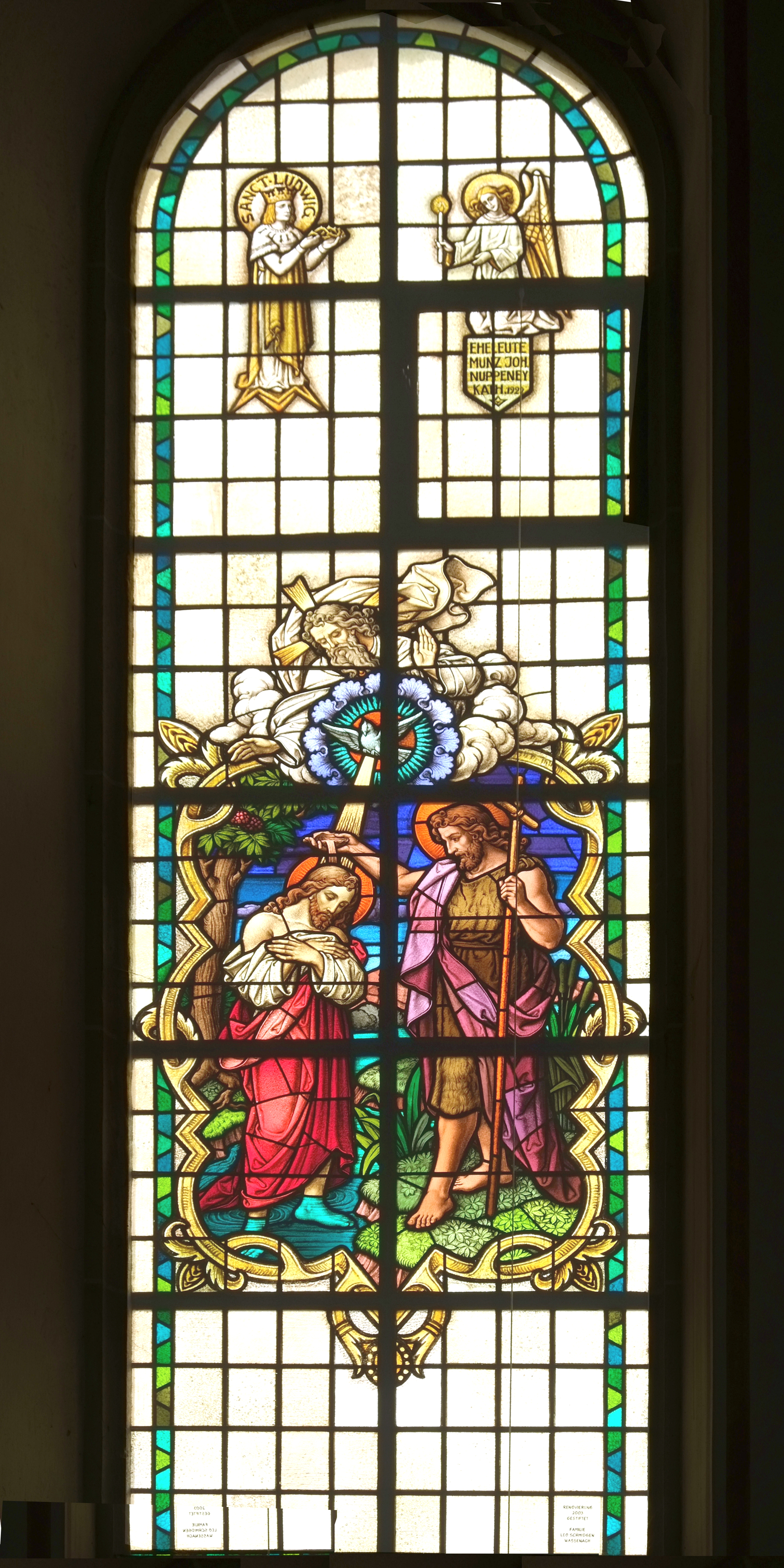
Taufe Jesu im Jordan
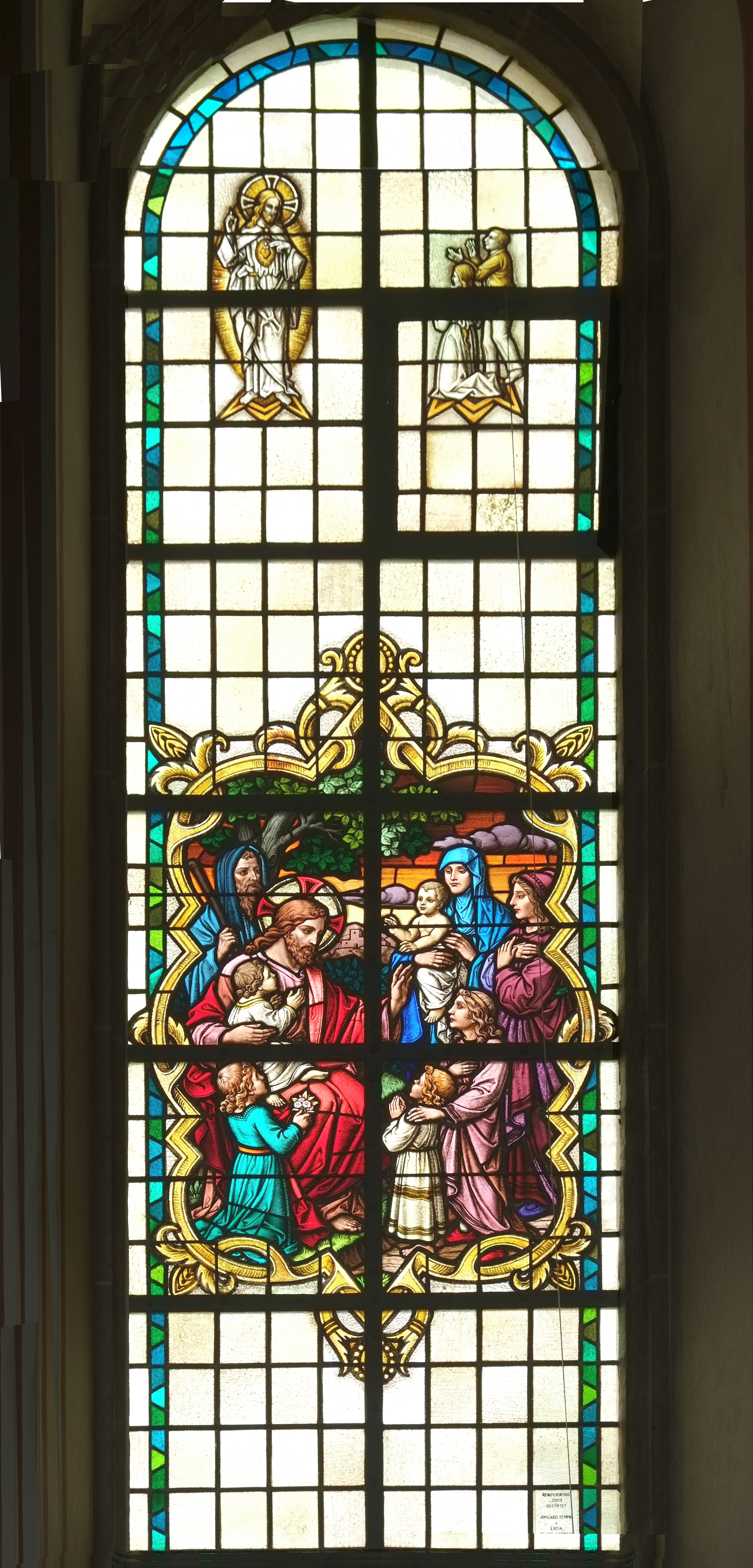
Jesus und die Kinder
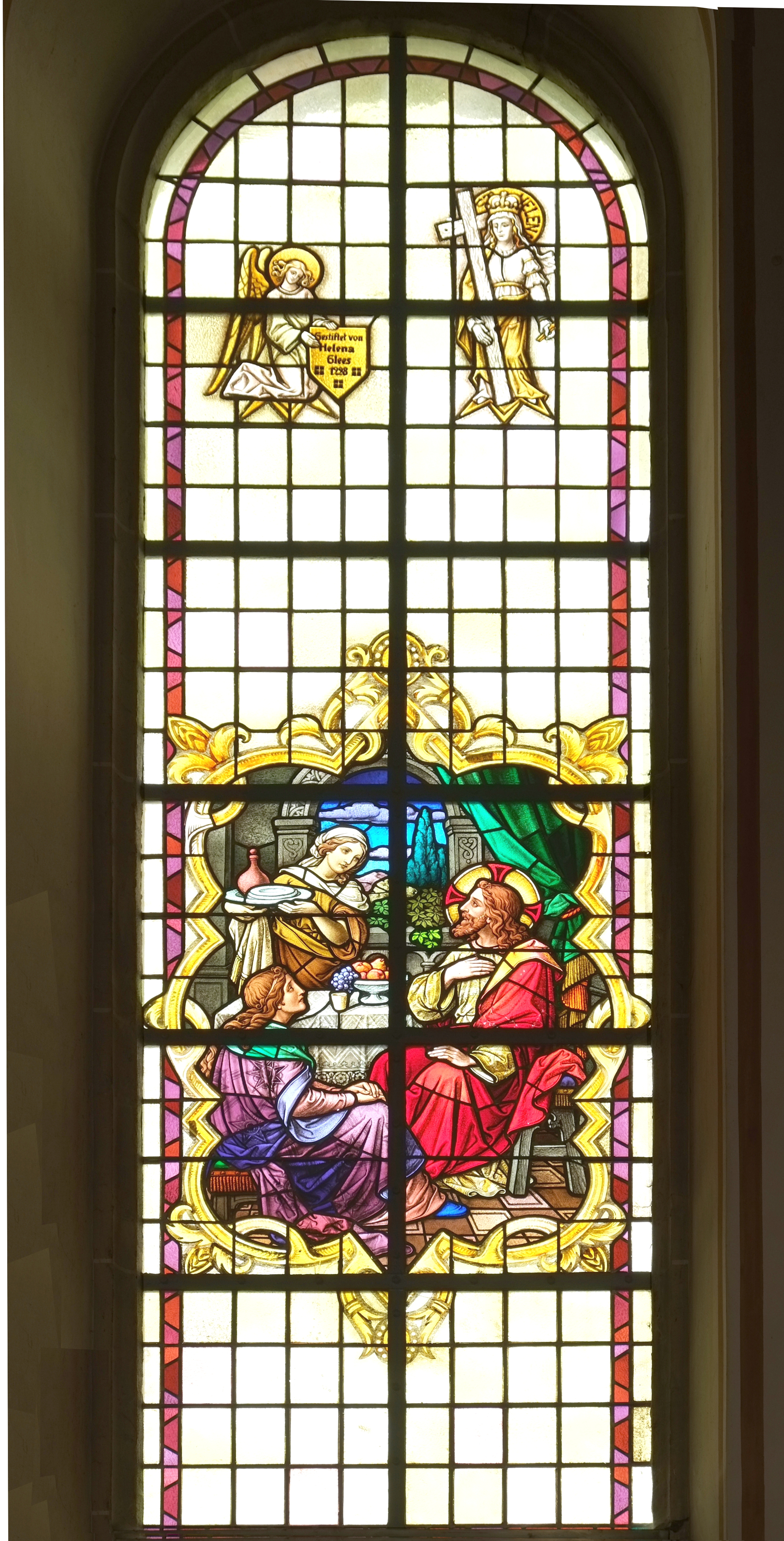
Jesus zu Gast bei Martha und Maria

### Altäre
Der Altar, Ambo, Kreuz und Osterleuchter sind aus Muschelkalk und Bronze gefertigt. Sie sind Werke von Hans Gerhard Biermann aus den Kunstwerkstätten der Abtei Maria Laach.
Der Hochaltar aus Marmor ist von 1771 und zeigt Figuren des hl. Augustinus, des hl. Remigius und des hl. Ambrosius. Darüber stehen die Skulpturen der Märtyrer Sebastian und Luzia.

### Bleiglasfenster
Die Bleiglasfenster, 1928 von Wassenacher Familien gestiftet, stellen Szenen aus dem Leben Jesu dar. Zum Beispiel: Verkündigung, Taufe Jesu im Jordan, Jesus und die Kinder und Jesus zu Gast im Haus von Martha und Maria (Lk 10,38–42 ).

### Orgel

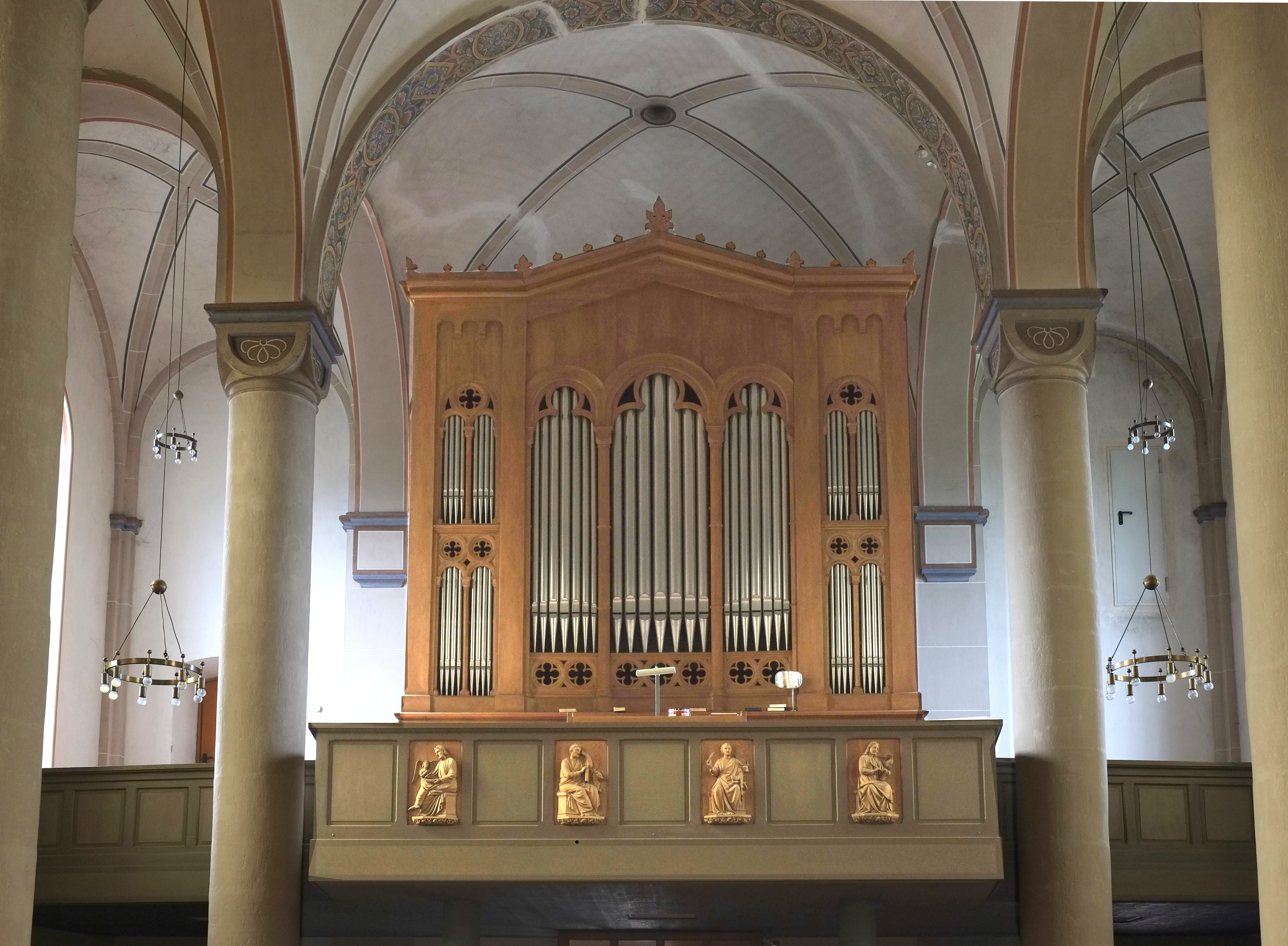
Orgel von 1854

Die Orgel wurde 1854 von Ludwig Hünd aus Linz erbaut und 1975 von Johannes Klais Orgelbau in Bonn restauriert. Das Instrument hat 17 Register auf zwei Manualwerken und Pedal. An der Brüstung der Orgelempore sind die vier Evangelisten in Reliefs dargestellt.

### Glocken
Das Geläut besteht aus vier Glocken. Älteste ist die Remigiusglocke von 1560, die beide Weltkriege überstand und nicht für Kriegszwecke abgeliefert werden musste; 1952 wurden die abgelieferten Glocken durch drei neue ersetzt.

### Kirchturmuhr
Das Uhrwerk der Turmuhr von St. Remigius wurde 1885 von der Turmuhrenfabrik Heinrich Zilliken in Münstermaifeld hergestellt und zunächst in den alten Westturm der Kirche eingebaut. Später kam es in den zweiten Stock des 1898 fertiggestellten neuen Kirchturms. Es wird täglich von Hand mit einer großen Kurbel aufgezogen und soll (Stand 2024) nicht durch ein elektronisches Werk ersetzt werden, so lange sich Ehrenamtliche finden, die die Arbeit übernehmen. Ziemlich umständlich ist die Zeitumstellung im Frühjahr und im Herbst, da es anscheinend kein Kontrollzifferblatt im Turm gibt. Um die Uhr zurückzustellen, wird sie eine Stunde lang angehalten. Für das Vorstellen ist ein schneller Vorlauf möglich, der auf Zuruf von draußen gestoppt wird.